# Apocheima cottei
Apocheima cottei là một loài bướm đêm trong họ Geometridae.